# 阿爾西亞山
阿尔西亚山（Arsia Mons）是火星赤道附近塔尔西斯三座火山（统称为塔尔西斯山群）中最南端的一座，它的东北分别坐落了帕弗尼斯山和更北的艾斯克雷尔斯山，而全太阳系最高的火山-奥林帕斯山则矗立它的西北。该火山名称源自乔凡尼·斯基亚帕雷利火星地图上对应的反照率特征，他以传说中的罗马阿尔西亚森林命名（Silva Arsia）了它。

## 结构
阿尔西亚山是一座盾状火山，坡度相对较低，山顶有一座巨大的破火山口，它坐落在塔尔西斯火山群最南端，是赤道以南唯一一座主要的塔尔西斯火山。

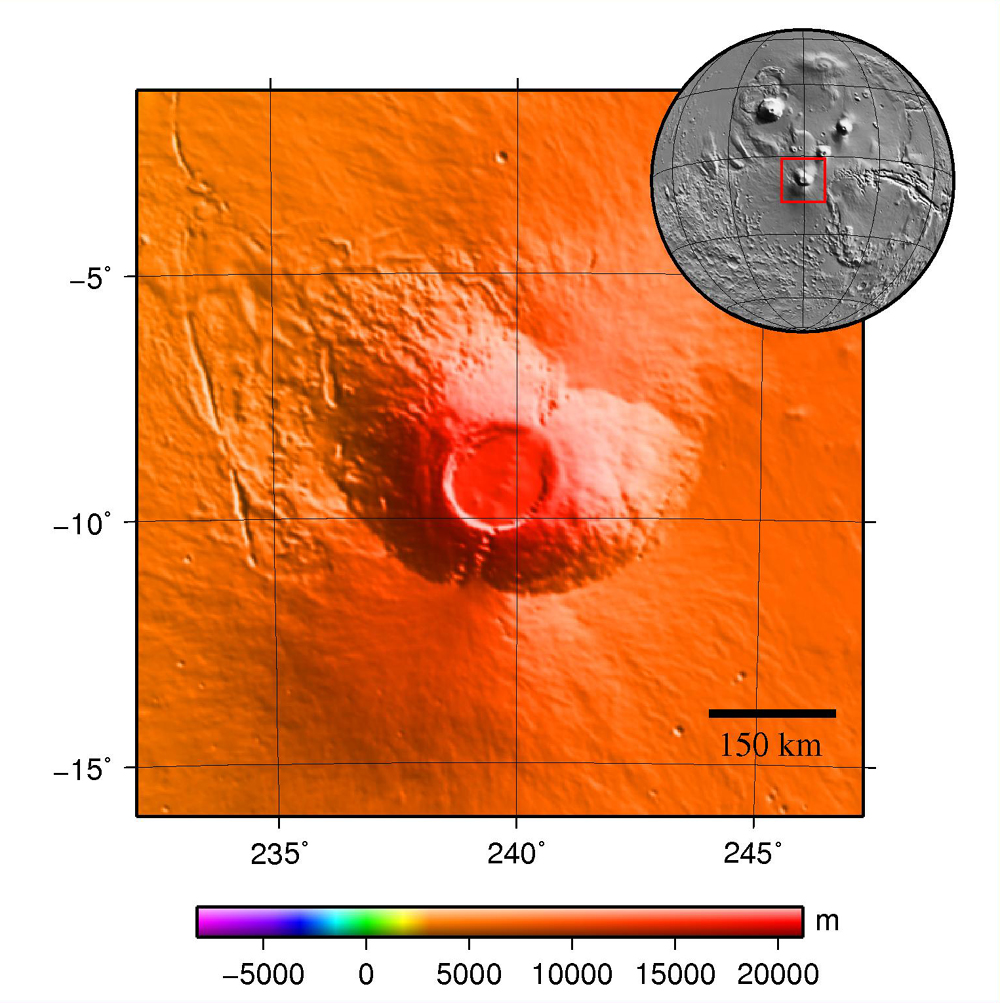
阿尔西亚山地形图

该火山直径435公里（270英里），高近20公里（12英里），高出周边平原9公里（5.6英里）多，山顶破火山口宽110公里（72英里），大气压低于107帕。除奥林帕斯山外，它是已知体积最大的火山，相当于地球上最大的火山-夏威夷茂纳洛亚火山的30倍。
阿尔西亚山火山口是底下岩浆库耗尽后顶层坍塌所形成，在它的山体上还有许多其他的地质塌陷特征，而破火山口坑底大约形成于1.5亿年前。
该盾状火山被一组大致呈东北-西南走向的塌陷特征横切，这一塌陷特征由火山口底部一排小盾状火山丘相连接，这条线可能代表了类似在塔尔西斯隆起区所发现的其它大型断层，即可能反映了阿尔西亚山熔岩的来源。
欧洲空间局的火星快车号探测器对西南部的裂谷区域进行了非常详细的成像。2004年，高分辨率地绘制了该地区的三维地图。在这幅详细的图像 （页面存档备份，存于）中可看到悬崖、滑坡及众多的崩塌特征，结合裂谷末端大量的熔岩流，可能揭示了火山口熔岩流失并导致崩塌的区域。
火山的西北侧与东南明显不同，也更粗糙，这些特征可能代表了冰川的证据。

## 可能的板块构造

热辐射成像系统显示的阿尔西亚山白昼图像。

三座塔西斯山连同北部一些较小的火山，构成了一条相当直的直线。有人提出，这些是板块构造的结果，板块构造在地球上则形成了“热点”火山链。

## 地质史
阿尔西亚山历史上最近的喷发是火星上最年轻的喷发事件之一，至少涉及破火山口内29处喷口，以及沿火山南北轴线侧坡上的喷发。这种活动被认为从2-3亿年前一直延续至1-9千万年前，在1.5亿年前达到高峰，破火山口中的喷发率为每百万年1-8千米3。这一较低的近期喷发率与火山整个34亿年历史中所推断的平均270千米3/百万年的速率有着明显的差异。

## 气候
火星南部每年冬季开始时，阿尔西亚山上空都会发生重复出现的天气现象。就在南部冬季开始前，阳光加热了火山斜坡上的空气，而在背风坡上，水冰凝结成一团向西延伸1000多公里的云层。2018年秋天，随着全球性沙尘暴的最终消退，这种地形云表现的尤为明显，大气中存在的一些尘埃无疑突出了这一现象，火星快车号轨道飞行器已多次观测到了这种现象，其中2009年7月2日，探测器上的可见光监测相机发现阿尔西亚山上空一道向西飘移的云，长约20公里，高度8公里。
一项使用全球气候模型的研究发现，梅杜莎槽沟层可能是由来自阿波里那山、阿尔西亚山和帕弗尼斯山的古代火山灰所构成。

## 冰川
最近的研究提供了阿尔西亚山存在高海拔和低海拔冰川的证据，一系列平行的垄脊类似于从冰川中掉落的冰碛，而另一些看上去好似地下融冰形成的瘤状地形。在山体下半部有似乎向下流动的瓣片，这种叶状地貌可能仍包含有冰核，上面覆盖着一层阻止冰升华的薄岩层。

## 可能的洞穴口
截至2007年，已从阿尔西亚山体的卫星图像中识别出七处可能的洞穴口，类似熔岩管天花板坍塌形成的“天窗”，它们被非正式地称为黛娜（Dena）、克洛伊（Chloe）、温迪（Wendy）、安妮（Annie）、艾比（Abbey）、妮基（Nikki）和珍妮（Jeanne）。
- 黛娜 (6°05′02″S 239°03′40″E / 6.084°S 239.061°E)
- 克洛伊 (4°17′46″S 239°11′35″E / 4.296°S 239.193°E)
- 温迪 (8°05′56″S 240°14′31″E / 8.099°S 240.242°E)
- 安妮 (6°16′01″S 240°00′18″E / 6.267°S 240.005°E)
- 艾比和妮基 (8°29′53″S 240°20′56″E / 8.498°S 240.349°E)
- 珍妮 (5°38′10″S 241°15′32″E / 5.636°S 241.259°E)

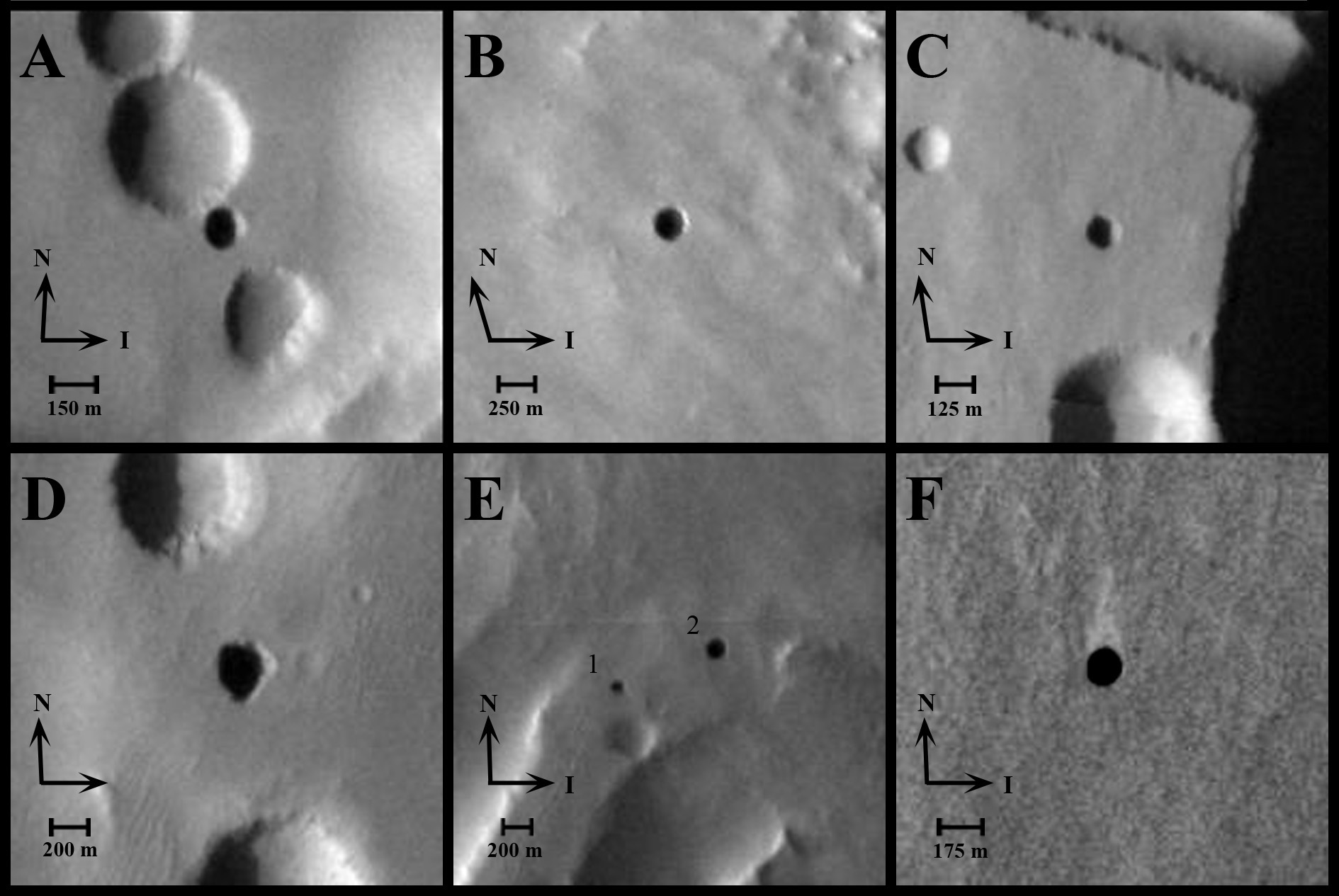
火星洞穴口的热辐射成像系统图像，这些深洞命名为（A）黛娜、（B）克洛伊、（C）温迪、（D）安妮、（E）艾比（左）和妮基和珍妮（F）。

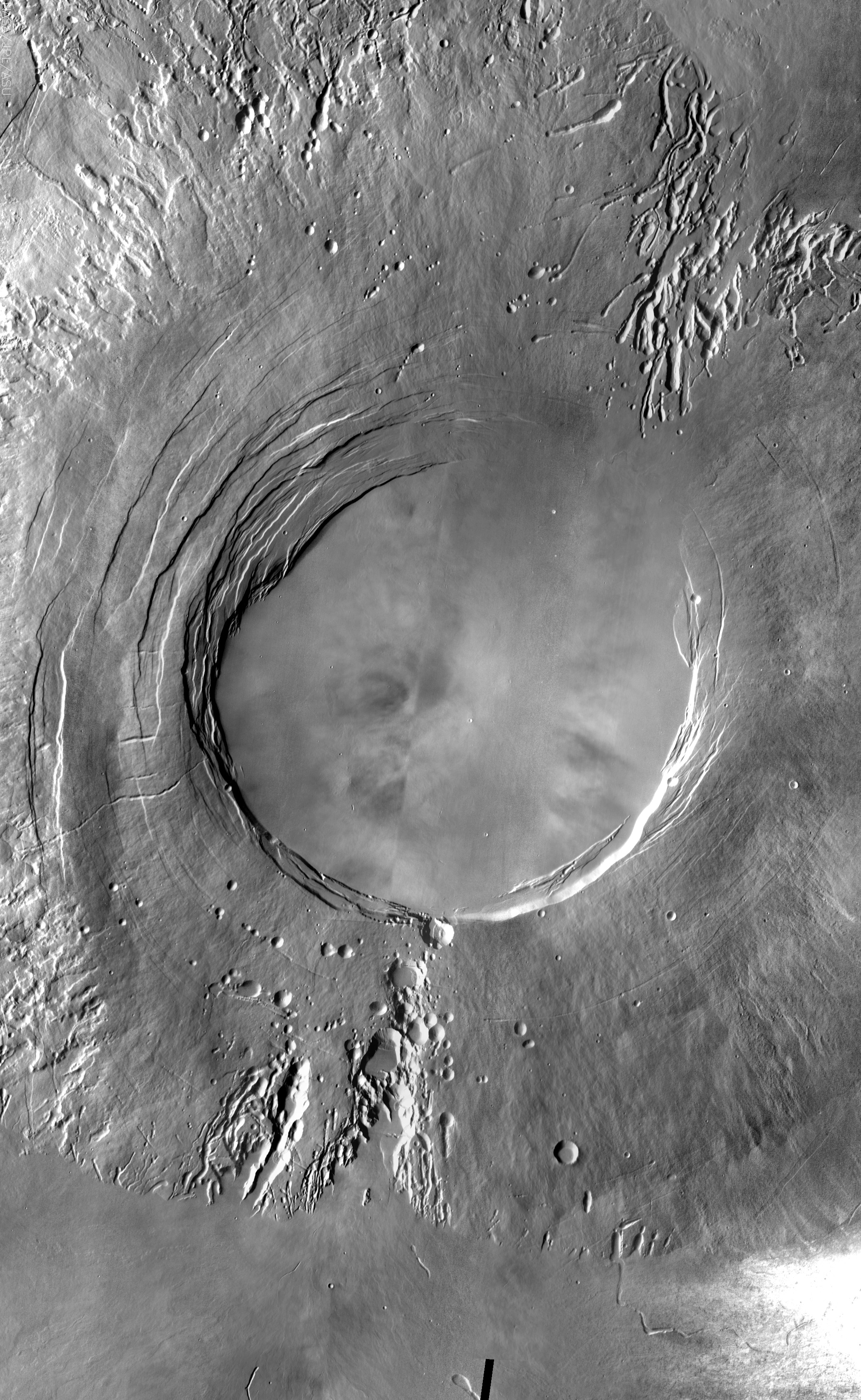
阿尔西亚山的热辐射成像系统 拼接图。

从白天到夜晚，圆形特征的温度变化仅为周边地面的三分之一左右，虽然这较地球上的大洞穴变化更大，但与那里的深坑是一致的。然而，由于海拔极高，里面不太可能拥有任何形式的火星生命。
其中一处特征的最新照片显示，阳光照亮了一侧洞壁，这表明它可能只是一座垂直坑，而不是通往更大地下空间的入口 。尽管如此，这一漆黑的洞口意味着它必须至少有178米深。

## 图集

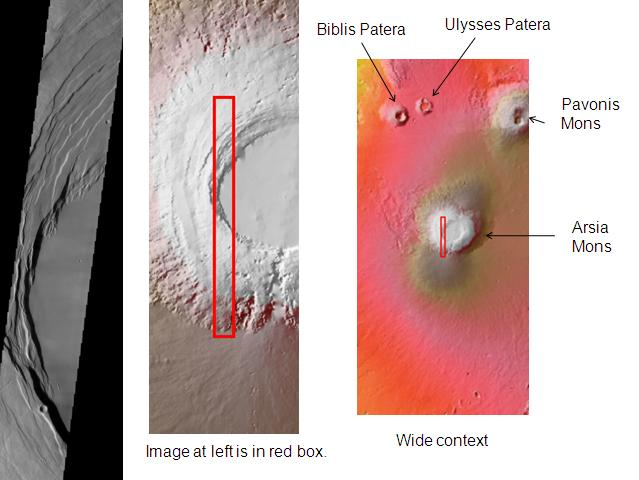
热辐射成像系统拍摄的阿尔西亚山，点击图像可查看阿尔西亚山与附近其它火山的关系。
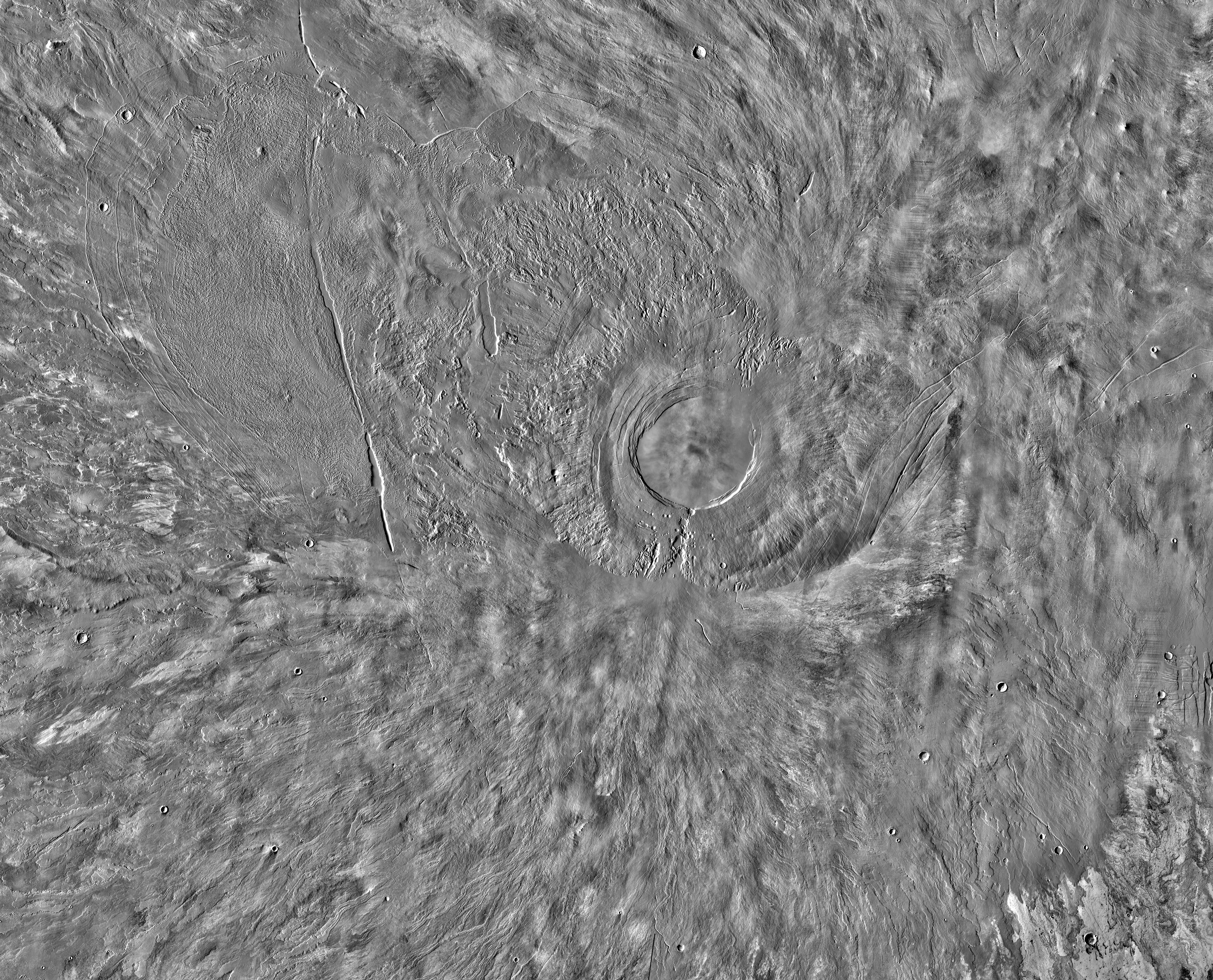
热辐射成像系统白昼红外拼接图中的阿尔西亚山及周边环境，一片巨大的扇形瘤状沉积物区（阿尔西亚沟），据信是过去的冰川作用所留下，从该火山向西北延伸。
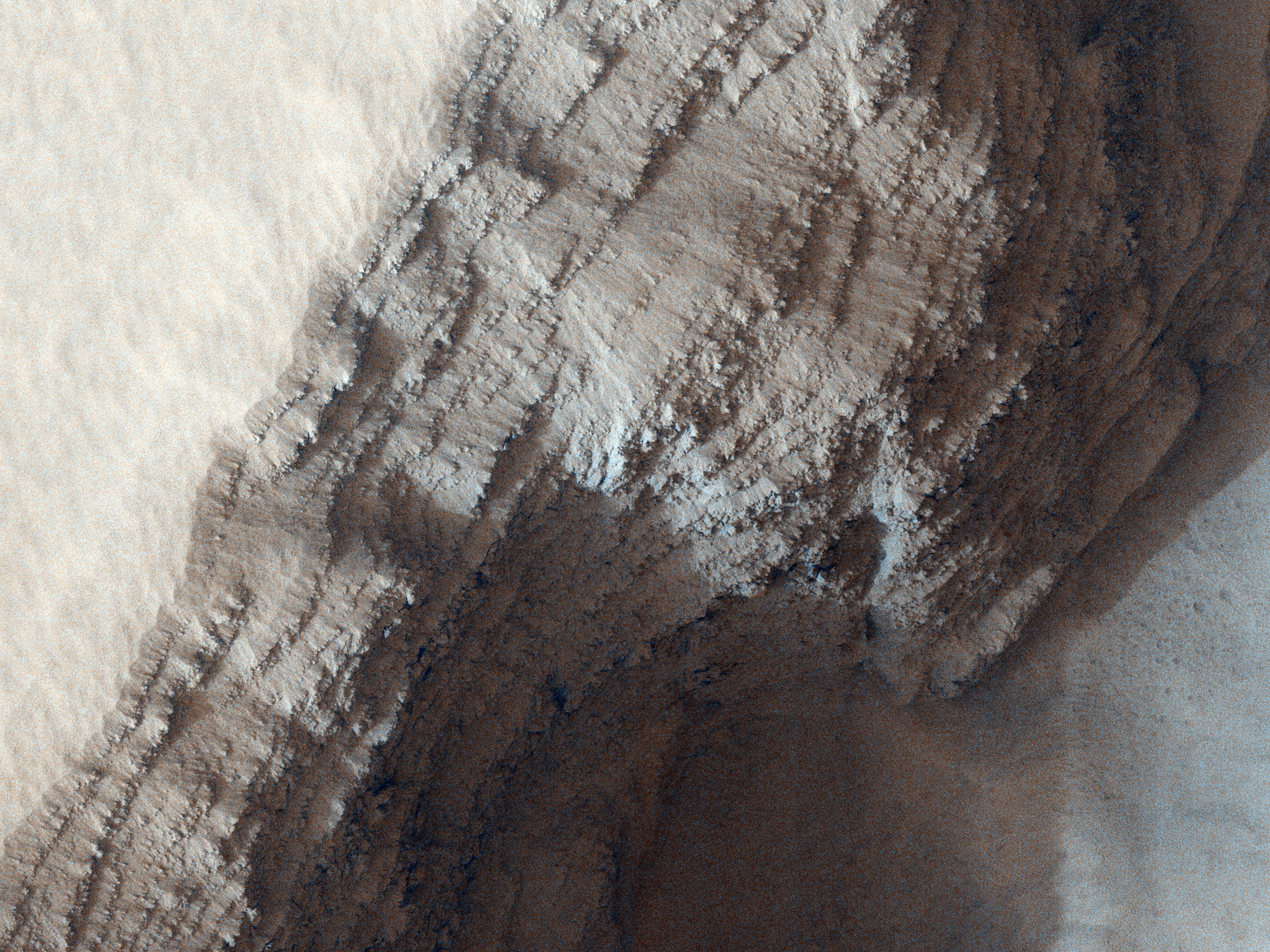
高分辨率成像科学设备在阿尔西亚山西侧山坡上拍摄的暴露在一座深坑壁中的熔岩流地层。
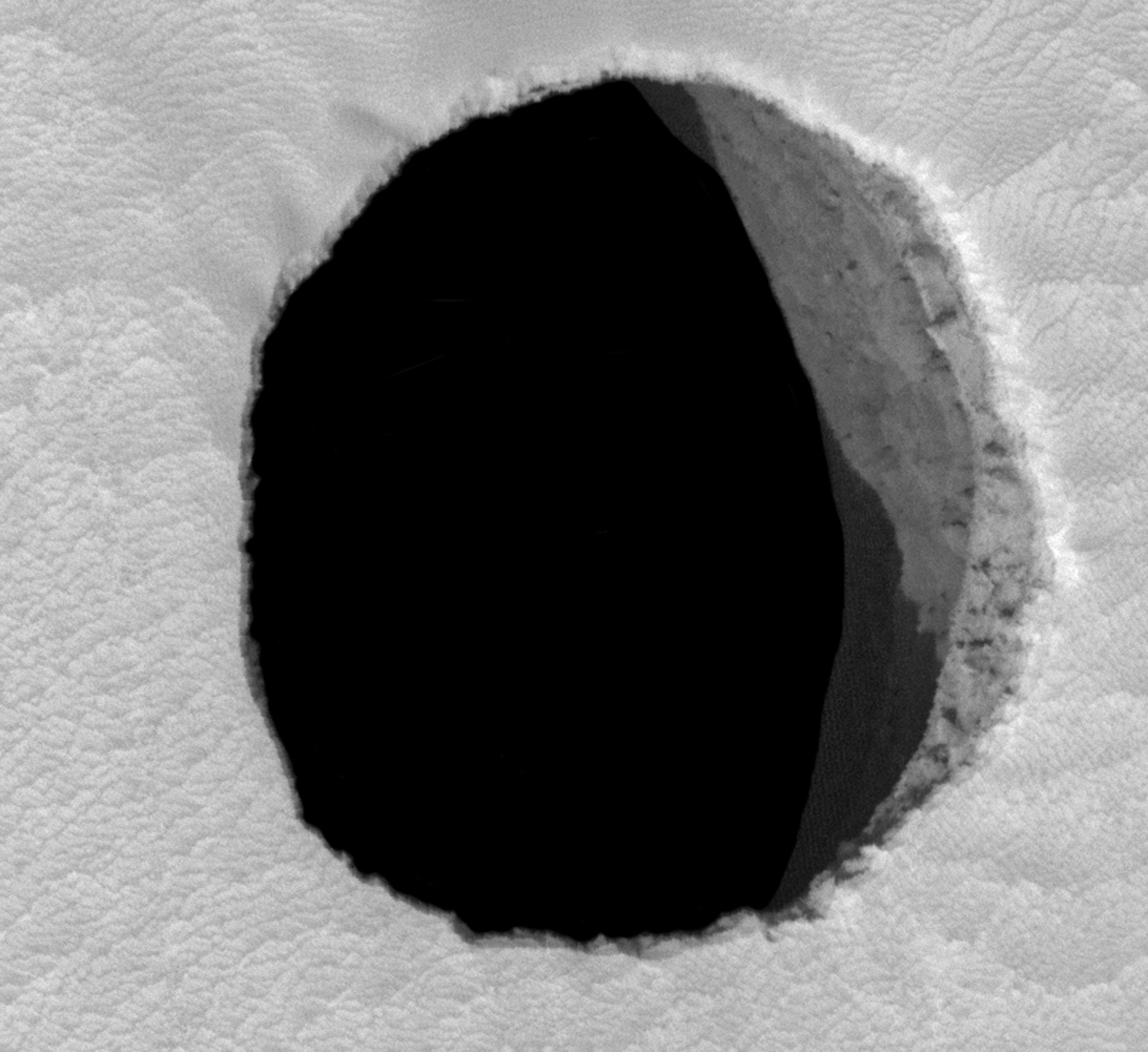
阿尔西亚山上可能的洞穴口（“珍妮”）。

## 另请查看
- 火星洞穴项目
- 火星山脉高度列表
- 太阳系最高山峰列表
- 塔尔西斯区